# Príncipe heredero de Portugal

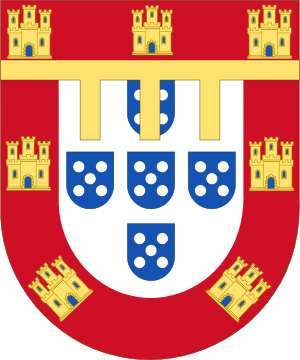
Armas del Príncipe heredero de Portugal a partir de 1481.

Príncipe heredero de Portugal (en portugués: Príncipe herdeiro de Portugal) fue el título que ostentaba el heredero presuntivo del Reino de Portugal entre 1433 y 1645. Generalmente era el hijo varón mayor del rey, mientras que los otros hijos del monarca recibían el tratamiento de infantes.

## Historia
Debido a influencia inglesa en la corte portuguesa introducida por la reina Felipa de Lancaster, su hijo Eduardo I buscó crear un título principesco para el heredero aparente, como lo era Príncipe de Gales para Inglaterra. Hasta ese entonces, el heredero al trono recibía el tratamiento de infante.
De esta forma, Eduardo I intituló en 1433 a su primogénito Alfonso de Avís (futuro Alfonso V) como Príncipe heredero de Portugal. Así Portugal sigue a otros reinos europeas como Inglaterra (1301), Francia (1350), Castilla (1388), Aragón (1416) y Navarra (1423) en la costumbre de tales monarquías en establecer un título, un tratamiento propio y especial, para el heredero al trono.
El título perduró hasta 1645, cuando Juan IV cambia el título por el de Príncipe de Brasil (en caso de ser mujer el título era Princesa de Beira), siendo su hijo Teodosio de Braganza el último Príncipe heredero de Portugal y primer Príncipe de Brasil.